# Батаров Михайло Федорович
Миха́йло Фе́дорович Бата́ров (рос. Михаил Фёдорович Батаров; нар. 1919 — пом. 1990) — радянський військовий льотчик-винищувач часів Другої світової війни, генерал-майор авіації. Герой Радянського Союзу (1945).

## Життєпис
Народився 30 вересня 1919 року в селі Грішино, нині в складі Фомінського сільського поселення Гороховецького району Владимирської області Росії, в селянській родині. Росіянин. Здобув неповну середню освіту. У 1936 році переїхав до Москви, де працював котельником, навчався у аероклубі.
До лав РСЧА призваний у 1939 році. У 1940 році закінчив Борисоглібську військову авіаційну школу. Член ВКП(б) з 1942 року.
На фронтах німецько-радянської війни з 15 грудня 1942 року. Воював на винищувачах І-153, ЛаГГ-3, Як-1 і Як-3 у складі 611-го винищувального авіаційного полку на Закавказькому, Північно-Кавказькому, Південному, 4-у, 3-у і 1-у Українських фронтах. Пройшов бойовий шлях від пілота до командира авіаційної ескадрильї. Був поранений і контужений.
До 18 квітня 1945 року здійснив 322 бойових вильоти, в тому числі: 88 — на розвідку військ і техніки ворога, 95 — на прикриття штурмовиків і бомбардувальників, 85 — на прикриття наземних військ, 54 — на штурмовку військ супротивника. Провів 72 повітряних бої, у яких збив особисто 15 і в складі групи 1 літак ворога.
Після закінчення війни продовжив військову службу у ВПС СРСР. У 1957 році закінчив Курси удосконалення при Військово-повітряній академії. У 1981 році генерал-майор авіації М. Ф. Батаров вийшов у відставку.
Мешкав у Москві, де й помер 26 грудня 1990 року. Похований на Ніколо-Архангельському кладовищі.

## Нагороди
Указом Президії Верховної Ради СРСР від 18 серпня 1945 року за зразкове виконання бойових завдань командування на фронті боротьби з німецькими загарбниками та виявлені при цьому відвагу і героїзм, майорові Батарову Михайлу Федоровичу присвоєне звання Героя Радянського Союзу з врученням ордена Леніна і медалі «Золота Зірка» (№ 5455).
Також нагороджений двома орденами Червоного Прапора (15.10.1943, 29.01.1945), орденом Олександра Невського (05.08.1944), двома орденами Вітчизняної війни 1-го ступеня (17.03.1944, 11.03.1985), трьома орденами Червоної Зірки (17.02.1943, …), орденом «За службу Батьківщині в Збройних Силах СРСР» 3-го ступеня і медалями.